# Lodovico Antonio Muratori

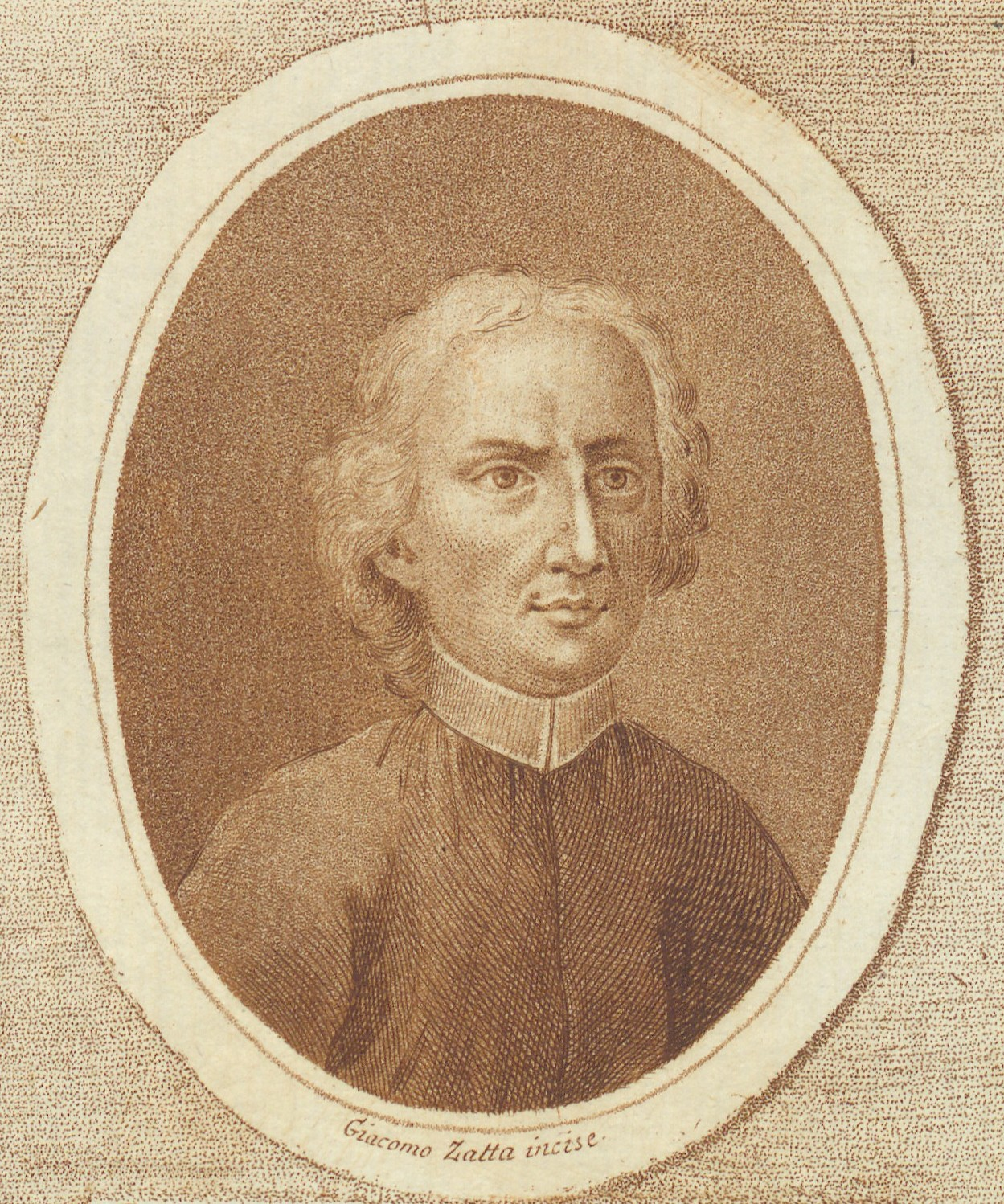
Ludovico Antonio Muratori, Accademia delle Scienze, Turin

Lodovico Antonio Muratori (* 21. Oktober 1672 in Vignola; † 23. Januar 1750 in Modena) war ein italienischer Gelehrter und Geistlicher.
Muratori gehört zu den bedeutenden italienischen Gelehrten des 18. Jahrhunderts. Er setzte sich für fast alle Bereiche der damaligen Wissenschaften ein. Er gilt als der Vater der italienischen Geschichtsschreibung.

## Leben
Lodovico Antonio Muratori wurde am 21. Oktober 1672 als Sohn einer Bauernfamilie geboren. Er zeigte schon in seiner Kindheit großen Lerneifer, wie er selbst in seiner autobiographischen Schrift von 1731 erzählt. Nach seinem Grammatikstudium an einer Jesuitenschule absolvierte er das Pubblico Studio an der Universität Modena und legte dort 1692 in den Fächern Philologie und Rechtswissenschaft sowie 1694 in Philosophie Prüfungen ab. 1694 empfing er die Priesterweihe.
Während dieses Lebensabschnitts befasste er sich leidenschaftlich mit Literatur, Geschichte und Kunst. Er studierte die griechische Sprache und las die italienischen, griechischen und lateinischen Autoren. Zu Beginn seiner Studien mangelte es ihm an Texten und Arbeitsmitteln. Später unterstützte ihn der Historiker Benedetto Bacchini (1651–1721), dem Muratori sowohl im wissenschaftlichen als auch im theologischen Bereich viel zu verdanken hatte. Seinem Förderer folgend, beschäftigte er sich mit der patristischen Literatur sowie allgemeinen kirchlichen und religiösen Schriften, wobei er einen intensiven Briefwechsel mit bedeutenden Gelehrten in Bologna und Modena führte.
1695 wurde er in das Gelehrten-Kollegium der Biblioteca Ambrosiana in Mailand berufen, wo Muratori sofort damit begann, bisher unveröffentlichte alte Schriften aller Art zu sammeln. Seine erste Buchveröffentlichung waren die Anecdota latina ex Ambrosianae Bibliothecae codicibus (2 Bände, Mailand 1697–1698), die er später um zwei Bände ergänzte (Padua 1713). 1709 erschienen in Padua die Anecdota Graeca.

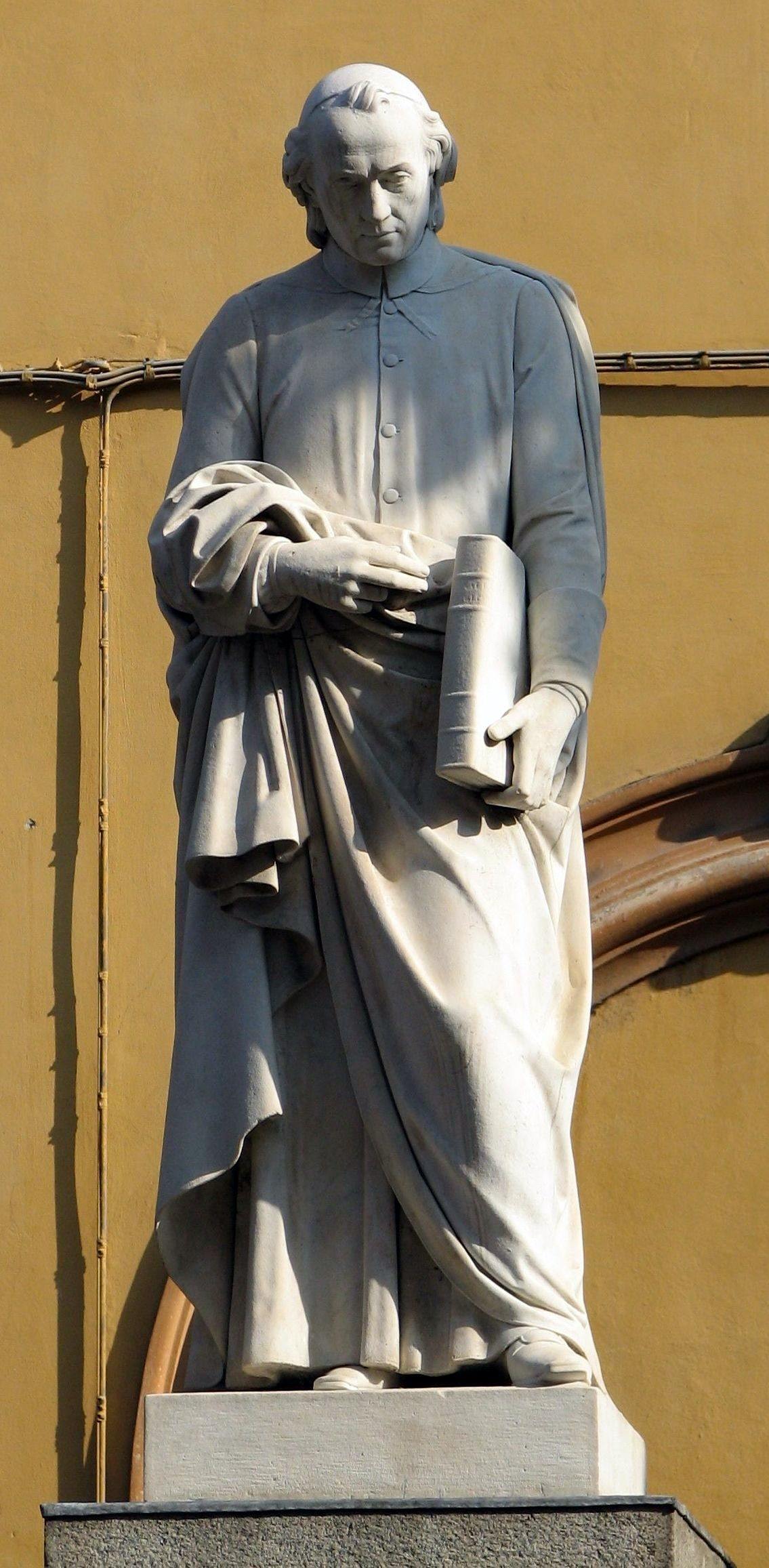
Muratori-Statue in Modena

1700 erhielt Muratori von Rinaldo d’Este, Herzog von Modena, eine Anstellung als Archivar und Bibliothekar. Diese Position bekleidete er bis an sein Lebensende. Als im Spanischen Erbfolgekrieg Modena am 30. Juli 1702 von den französischen Truppen besetzt wurde, musste das gesamte soeben von Muratori geordnete Archiv verlegt werden.
Während dieser Zeit wandte er sich schöngeistigen Themen zu. Unter dem Titel I primi disegni della repubblica letteraria d’Italia veröffentlichte er 1703 den Plan für einen italienischen Literatenbund, verbarg sich dabei unter dem Pseudonym Lamindo Pritanio. 1705 wurde er in die Accademia dell’Arcadia in Rom aufgenommen. Danach entstanden die Werke Della perfetta poesia italiana (Modena 1706) und Riflessioni sopra il buon gusto intorno le scienze e le arti (Venedig 1708).
Während des Spanischen Erbfolgekriegs flammte 1708/09 der Streit um die Grafschaft Comacchio wieder auf, der sogenannte Comacchiokrieg. Papst Clemens VIII. hatte 1597 dem Herzog Cesare d’Este die Lehensfähigkeit abgesprochen und das Herzogtum Ferrara, ein Lehen des Kirchenstaates, zusammen mit dem Reichslehen Comacchio widerrechtlich eingezogen. Bereits Kaiser Leopold I. hatte die Rückgabe der Grafschaft Comacchio gefordert, in der sich damals eine der größten Salinen Oberitaliens befand. Der Streit betraf auch das Herzogtum Parma, das ebenfalls Reichslehen war, aber vom Papst als kirchliches Lehen betrachtet wurde. In diesem Streit vertrat Muratori als Gutachter die Sache des Kaisers Joseph I. und der Familie Este.
Muratori hatte sich zwölf Jahre lang mit dem Studium der einschlägigen Quellen beschäftigt und begründete mit dem Werk Piena esposizione dei diritti dei imperiali ed estensi sopra la città di Comacchio (Modena 1712) die Rechtmäßigkeit der Ansprüche der Familie Este. Ein weiteres Resultat seines Quellenstudiums war das Buch Antichità estensi ed italiane (2 Bände, Modena 1717 und 1740) über die Genealogie der Familie Este. Das Manuskript zum ersten Band hatte er Gottfried Wilhelm Leibniz, Bibliothekar und Archivar am Hof in Hannover, zur Begutachtung zugeschickt, weil das Haus Hannover von der Familie Este abstammt, so dass im Streit um Comacchio auch der britische König Georg I. Rechte geltend machen konnte. Es war eine Arbeitsteilung vorgesehen: Muratori sollte die Rechte der italienischen Seite darstellen, Leibniz die der deutschen.
Unter dem Einfluss des mit ihm befreundeten Jesuiten Paolo Segneri (1673–1713) begann Muratori am Anfang des 18. Jahrhunderts, sich verstärkt um die Fürsorge und Seelsorge der Armen zu kümmern. In ihm entstand der Wunsch nach einer eigenen Pfarrei. 1716 wurde Muratori Propst der Pfarrei Santa Maria della Pomposa in Modena, die er bis 1733 mit großer Hingabe betreute. Er ließ die Kirche renovieren, und er gründete in Modena eine karitative Vereinigung, die Compagnia della Carità (Gesellschaft der Wohltätigkeit), die sich der Armenfürsorge verschrieb. Daneben fand er noch Zeit für seine wissenschaftliche Arbeit. 

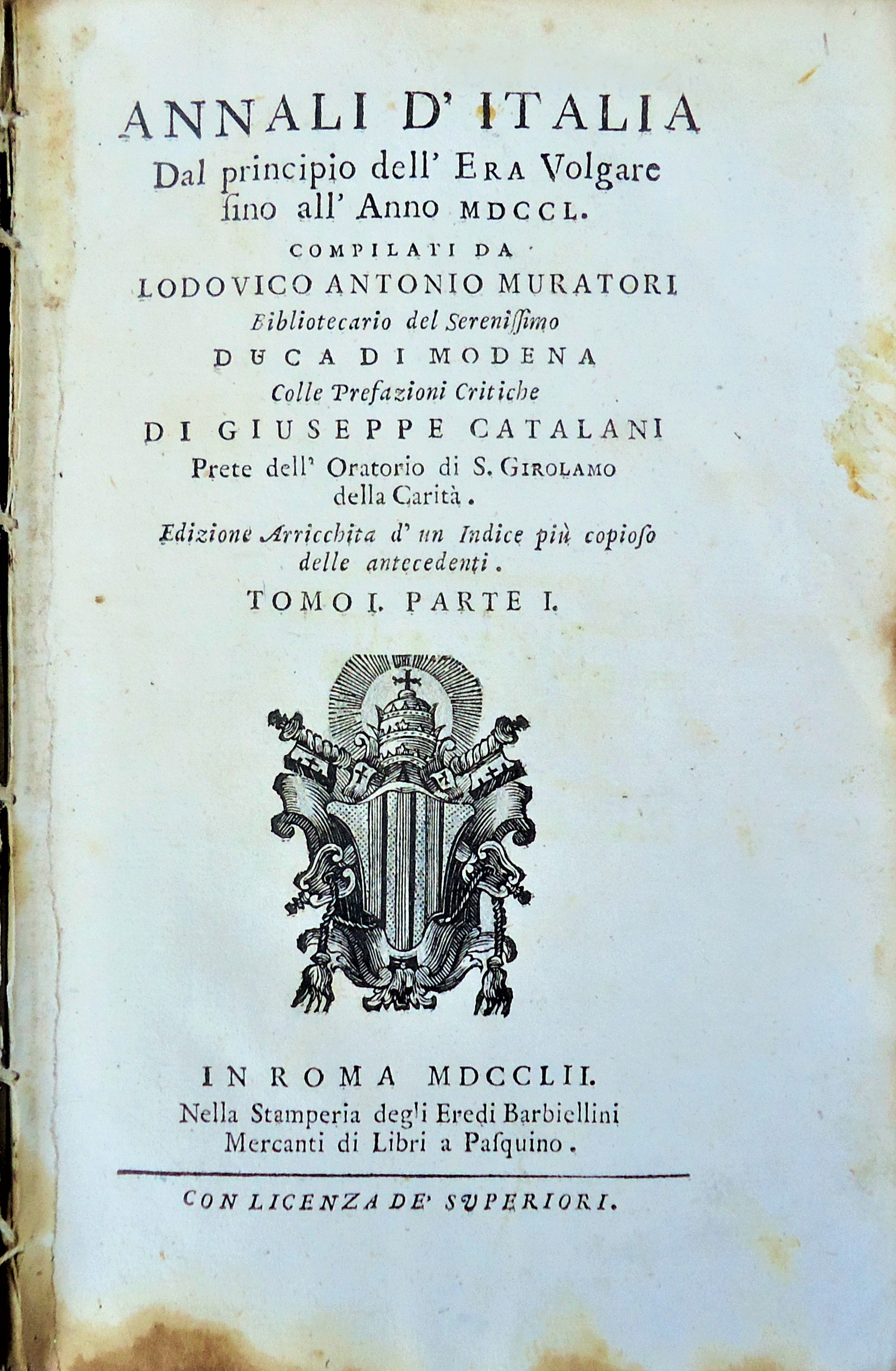
Lodovico Antonio Muratori, Annali d'Italia, Roma, 1752, Band I, Teil I

Auf Anregung von Freunden, u. a. auch des Dichters Apostolo Zeno, verfasste Muratori in den Jahren 1723–1751 ein monumentales Werk über die Geschichte und die Literatur Italiens. Muratori fand zunächst keine Druckerei, die bereit war, ein so umfangreiches Werk zu verlegen. Er wandte sich deshalb an den Bologneser Gelehrten Filippo Argelati, der mit Unterstützung Carlo Archintos und weiterer Mailänder Patrizier 1721 die Verlagsgesellschaft Società Palatina in Mailand gründete, die Kaiser Karl VI. zudem von der Buchzensur befreite. Dort erschien ab 1723 das aus drei Abteilungen mit insgesamt 25 Bänden bestehende Werk. Die erste Abteilung trug den Titel Rerum italicarum scriptores ab anno aerae christianae 500 ad annunm 1500 (Mailand 1723–1738). Bei der zweiten Abteilung unter dem Titel Antiquitates italicae medii aevi (6 Bände, Mailand 1738–1743) handelte es sich um eine Sammlung von 75 Abhandlungen über unterschiedliche historische Themen, darunter etymologische Studien. Diese wurden zu bedeutenden Quellen für die Begründung der Romanischen Sprachwissenschaft durch Friedrich Diez. Im dritten Band dieser Sammlung ist der berühmte Muratorische Kanon enthalten, der für die Geschichte des Kanons des Neuen Testaments von großer Bedeutung ist. Die dritte Abteilung erschien unter dem Titel Novus thesaurus veterum inscriptionum (4 Bände, Mailand 1738–1742) und umfasst eine Sammlung alter Inschriften; der 4. Band enthält auch die alten Inschriften aus christlicher Zeit. Während seiner letzten Lebensjahre arbeitete Muratori an der ersten umfassenden chronologischen Darstellung der Geschichte Italiens von der Geburt Christi bis zur Gegenwart, den Annali d’Italia (12 Bände, Mailand 1743–1749). Um seine Forschungsergebnisse auch breiteren Bevölkerungskreisen zugänglich zu machen, publizierte er weiterhin eine Neuauflage seines Geschichtswerks in italienischer Sprache, unter dem Titel Dissertazioni sopra le antichità italiane (5 Bände, Mailand 1751).
An Werken mit religiösem oder theologischem Inhalt verfasste er zwischen 1732 und 1749 ebenfalls eine ganze Reihe: De superstitione vitanda (1732–1740), bei dem er die Themen von De ingeniorum moderatione wieder aufnahm und das Blutgelübde, in dem er auf übertriebene religiöse Kulte einging. In der Abhandlung Cristianesimo felice nelle missioni de’ padri della Compagnia di Gesù nel Paraguay von (1743–1749) setzte er sich mit dem sozialen Experiment der Jesuiten auseinander, die in Paraguay eine Kommune nach von ihnen vermuteten Prinzipien des Gemeinschaftslebens im frühen Christentum eingerichtet hatten. Als Freigeist erweckte er den Argwohn insbesondere der mit der Gegenreformation befassten Mönchsorden, und er musste sich einmal sogar gegen die Unterstellung zur Wehr setzen, Begründer der Freimaurerei zu sein. Keines seiner zahlreichen Bücher hat jemals auf dem Index gestanden.
Von besonderer Bedeutung ist sein Buch Della regolata devozione de’ cristiani, es ist beispielhaft für italienische Religionsstudien des 18. Jahrhunderts. Das von Papst Benedikt XIV. geschätzte Werk versucht eine Synthese zwischen Rationalität und Religion, von Kultus und dem praktische Leben der Christen herzustellen. Ebenfalls noch heute von großem Wert ist sein Werk über die römischen Sakramentare, das er unter dem Titel Liturgia romana vetus (2 Bände, Venedig 1748) veröffentlichte.
Eine weitere Reihe seiner Bücher bezog sich auf eine Reform und Neuorganisation der Ausbildung an den Universitäten in allen Bereichen der Wissenschaften, auch in der Theologie und der Rechtswissenschaft. Abgehandelt werden diese Themen in den Schriften La filosofia morale spiegata ai giovani (1735), Dei difetti della giurisprudenza (1742–1743), in Delle forze dell’intendimento umano o sia il pirronismo confutato (1745), und schließlich in Pubblica felicità (1749), in der er verklausuliert die Fürsten ermutigt, derartige Reformen zu fördern.
1717 wurde Muratori auf Vorschlag von Isaac Newton zum Mitglied der Royal Society gewählt.

## Werke (Auswahl)

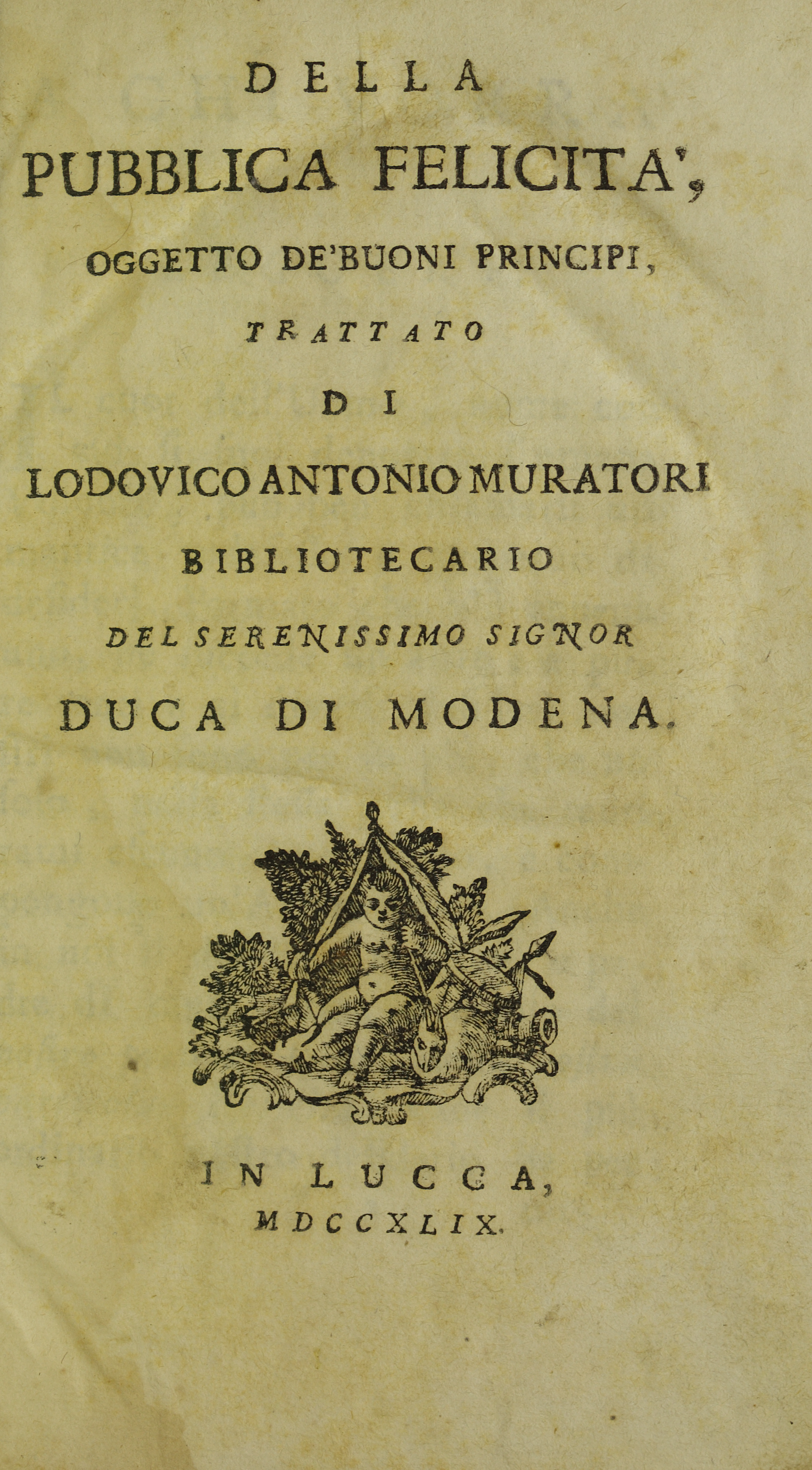
Della pubblica felicità, 1749

- Anecdota, quae ex ambrosianae bibliothecae codicibus, Mailand 1697, 372 Seiten.
- Della perfetta poesia italiana, Modena 1706, Neuauflagen: Venedig 1748, Mailand 1821.
  - 2. Band, Venedig 1748, 488 Seiten
  - 3. Band, Mailand 1821, 900 Seiten
  - 4. Band, Mailand 1821, 424 Seiten
- Anecdota Graeca, 1709, 365 Seiten.
- Piena esposizione dei diritti imperiali ed estensi sopra la città di Comacchio, Modena 1712, 420 Seiten.
- Geschichte von Italien – nach Ordnung der Jahre, vom Anfang der christlichen Zeitrechnung bis auf das Jahr 1500 (aus dem Italienischen übersetzt), 9 Bände, Leipzig 1745–1750.
  - 1. Teil: Von Christi Geburt bis 221, Leipzig 1745, 665 Seiten
  - 2. Teil: Vom Jahr 222 bis 399, Leipzig 1746
  - 3. Teil: Vom Jahr 400 bis 600, Leipzig 1746, 652 Seiten
  - 4. Teil: Vom Jahr 601 bis 840, Leipzig 1747
  - 5. Teil: Vom Jahr 841 bis 1000, Leipzig 1747, Seiten
  - 7. Teil: Vom Jahr 1125 bis 1250, Leipzig 1748, 612 Seiten
  - 8. Teil: Vom Jahr 1251 bis 1377, Leipzig, 1749, 662 Seiten
  - 9. Teil: Vom Jahre 1378 bis 1500, Leipzig 1750, 543 Seiten
- De Jurisprudentiae Naevis Dissertatio, 1753, 389 Seiten.
- Vorwort, 6 Seiten, zu Jordan Simon: Philosophie der Sitten – nach Lodovico Antonio Muratori, 1. Teil, Würzburg 1766, 766 Seiten, 2. Teil: Besondere und praktische Gründe der Sittenlehre, Augsburg 1762, 792 Seiten.
- Die wahre Andacht des Christen (aus dem Italienischen übersetzt), Wien, Prag und Triest 1762, 290 Seiten.
- Kritische Abhandlung von dem guten Geschmack in den schönen Künsten und den Wissenschaften (aus dem Italienischen übersetzt), Augsburg 1772, 702 Seiten. Rezension in: Allgemeine deutsche Bibliothek, Anhang zu Band 13–24, Berlin und Stettin 1777, S. 433–434.
- Über die Einbildungskraft des Menschen, Leipzig 1785, 332 Seiten, Rezension in der Allgemeinen Literatur-Zeitung, Numero 289 vom Dienstag, dem 6. Dezember 1875, S. 255–256.
- Lettere inedite di Lodovico Antonio Muratori scritte a Toscani dal 1695 al 1749 (Francesco Bonaini, Filippo-Luigi Polidori, Cesare Guasti und Carlo Milanesi, Hrsg.), Florenz 1854, 595 Seiten.
- Zur Methodologie der Theologie, in: Zeitschrift für Philosophie und katholische Theologie, 5. Band, Neue Folge, Nr. 2, S. 54 ff., und 6. Band, Neue Folge, Nr. 1, S. 88–96 (Schluss).
- Francisco Borghesi (Hrsg.): El Cristianismo feliz en las Misiones de los Padres de la Compañía de Jesús en Paraguay. Primera y Segunda Parte. Ediciones de la Dirección de Bibliotecas Archivos y Museos, Santiago de Chile 1999, ISBN 956-244-098-2.
- On the Moderation of Reason in Religious Matters. Translated by Ulrich L. Lehner. Washington, DC: Catholic University of America Press, 2024, ISBN 978-0-8132-3844-9